# Rosiiska Buda, Letîciv
Rosiiska Buda (în ucraineană Російська Буда) este un sat în comuna Snitivka din raionul Letîciv, regiunea Hmelnîțkîi, Ucraina.

## Demografie
Componența lingvistică a localității Rosiiska Buda
     Ucraineană (100%)
Conform recensământului din 2001, toată populația localității Rosiiska Buda era vorbitoare de ucraineană (100%).